# Bronzestatue des Kaisers Augustus (NAMA X 23322)

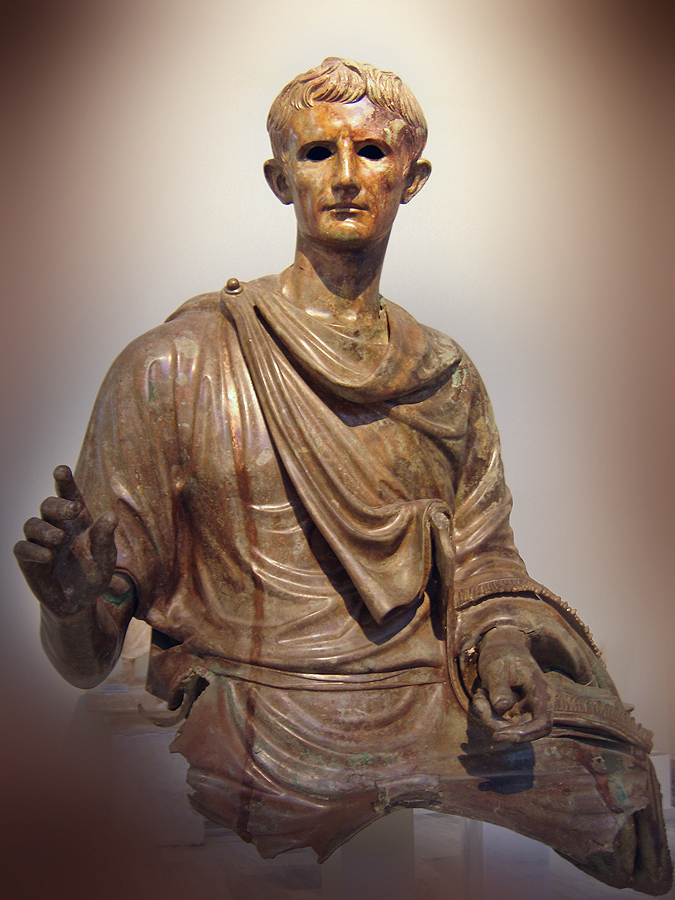

Die Bronzestatue des Kaisers Augustus im Archäologischen Nationalmuseum Athen (NAMA) mit der Inventarnummer X 23322 wird in die Zeit um das Jahr 10 v. Chr. datiert.
Die Reste einer Reiterstatue wurden 1979 zwischen den Inseln Agios Efstratios und Euböa im Ägäischen Meer gefunden. Die Statue wurde aus Bronze gegossen; der erhaltene Teil hat eine Höhe von 1,23 m. Von der vormaligen Reiterstatue ist nur noch der Oberkörper des Reiters, des ersten römischen Kaisers Augustus, erhalten. Er trägt eine Tunika und ein Paludamentum, einen Feldherrenmantel, der um die rechte Schulter gelegt ist und auch über den linken Arm fällt. An der linken Schulter ist er mit einer Fibel befestigt. Der Saum ist mit einem Mäandermuster und Fransen verziert. An seiner linken Seite ist auch das Schwert erkennbar. Mit der linken Hand hält der Kaiser die Zügel des Pferdes, mit der rechten erhobenen Hand führt er eine segnende Geste aus oder hält sie im Gestus des Redners nach oben. Die Gesichtszüge lassen einzig die eindeutige Identifizierung mit Augustus (sogenannter „Oktavianstypus“) zu. Die Augenhöhlen sind leer, in der Antike wurden die Augen wohl in Elfenbein gefasst separat eingelegt.
Die Zusammensetzung der Bronze deutet darauf, dass die Statue in Griechenland geschaffen wurde.